# Bartolomeo Pacca
Bartolomeo Pacca (Benevento, 25 dicembre 1756 – Roma, 19 aprile 1844) è stato un cardinale italiano, prosegretario di Stato dal 1808 al 1814. Nel 1820 approvò un celebre editto, importante per la protezione e l'esportazione di opere d'arte.

## Biografia
Nacque a Benevento il 25 dicembre 1756, figlio di Orazio Pacca, marchese di Matrice e Crispina Malaspina.
Papa Pio VII lo elevò al rango di cardinale nel concistoro del 23 febbraio 1801.
Fu prosegretario di Stato fra il 1808 e il 1814.
Fu detenuto da Napoleone nella fortezza di Fenestrelle dal 1809 al 1813.
Nel conclave del 1829 il re di Francia esercitò contro il card. Pacca il diritto di veto. Nel 1832, il Card. Pacca inviò una lettera ai tre pellegrini della libertà (cioè Lacordaire, Lamennais e Montalembert) per dire che sebbene i loro nomi e quello della loro pubblicazione, L'Avenir, non fossero stati menzionati esplicitamente nell'enciclica Mirari vos, l'intenzione del papa Gregorio XVI era di condannare le tesi che difendeva il periodico.
Morì il 19 aprile 1844 all'età di 87 anni. Fu sepolto nella Chiesa di Santa Maria in Portico in Campitelli. L'anno successivo uscirono a Parigi i due volumi delle sue Œuvres complètes.

## Genealogia episcopale e successione apostolica
La genealogia episcopale è:
- Cardinale Scipione Rebiba
- Cardinale Giulio Antonio Santori
- Cardinale Girolamo Bernerio, O.P.
- Arcivescovo Galeazzo Sanvitale
- Cardinale Ludovico Ludovisi
- Cardinale Luigi Caetani
- Cardinale Ulderico Carpegna
- Cardinale Paluzzo Paluzzi Altieri degli Albertoni
- Papa Benedetto XIII
- Papa Benedetto XIV
- Papa Clemente XIII
- Cardinale Giovanni Carlo Boschi
- Cardinale Bartolomeo Pacca

La successione apostolica è:
- Vescovo Luis Rodrigues Vilares (1797)
- Vescovo Cypriano de São José, O.F.M.Ref. (1797)
- Arcivescovo Giovanni Francesco Guerrieri (1808)
- Vescovo Giovanni Sergio (1814)
- Vescovo Giuseppe Prin (1817)
- Cardinale Francesco Serra-Cassano (1818)
- Vescovo Salvatore Ferro Berardi (1818)
- Arcivescovo Alessandro d'Angennes (1818)
- Vescovo Pier Camillo de Carolis (1818)
- Arcivescovo Michele Spinelli, C.R. (1818)
- Arcivescovo Eustachio Dentice, C.R. (1818)
- Vescovo Andrea Portanova (1818)
- Vescovo Bartolomeo Varrone (1818)
- Vescovo Agostino Tommasi (1818)
- Arcivescovo Nicola Coppola, C.O. (1818)
- Vescovo Domenico Antonio Cimaglia (1818)
- Arcivescovo Michele Basilio Clary, O.S.B.I. (1818)
- Vescovo Adeodato Gomez Cardosa (1818)
- Vescovo Giuseppe D'Amante (1818)
- Arcivescovo Camillo Alleva (1818)
- Vescovo Andrea Lucibello (1819)
- Vescovo Pietro Paolo Presicce, O.S.A. (1819)
- Vescovo Arcangelo Gabriele Cela (1819)
- Arcivescovo Giuseppe Maria Tedeschi (1819)
- Arcivescovo Gabriele Papa (1819)
- Vescovo Francesco Colangelo, C.O. (1821)
- Vescovo Angelo Maria Ficarelli (1822)
- Arcivescovo Carlo Maria Cernelli (1822)
- Vescovo Giuseppe Amorelli (1823)
- Cardinale Giovanni Battista Bussi (1824)
- Vescovo Desiderio Mennone, C.SS.R. (1824)
- Vescovo Bernardo Rossi (1826)
- Arcivescovo Vincenzo Annovazzi (1826)
- Cardinale Giovanni Antonio Benvenuti (1829)
- Arcivescovo Leone Ciampa, O.F.M.Disc. (1829)
- Vescovo Vincenzo Rocca (1829)
- Cardinale Carlo Maria Pedicini (1830)
- Papa Gregorio XVI (1831)
- Arcivescovo Vincento Garofoli, C.R.L. (1832)
- Cardinale Giuseppe Maria Velzi, O.P. (1832)
- Cardinale Gabriele della Genga Sermattei (1833)
- Arcivescovo Giuseppe Maria Vespignani (1834)
- Cardinale Ludovico Micara, O.F.M.Cap. (1837)
- Vescovo Antonio de Franci (1837)